# Maria Dek
Maria Danuta Dek-Lewandowska (ur. 1989 w Białymstoku) – polska ilustratorka i autorka książek obrazkowych.

## Życiorys
Absolwentka University of the Arts London, Akademii Sztuk Pięknych w Warszawie oraz dziennikarstwa na Uniwersytecie Warszawskim (2011, licencjat). Jej książki ukazały się w Polsce, Francji, Hiszpanii, w USA, a w najbliższym czasie czeka ją premiera w Kanadzie, Korei Południowej i Chinach. Finalistka Illustrators Exhibition Bologna Children’s Book Fair 2023, najważniejszych targów książki dziecięcej na świecie. Zilustrowane przez nią Czary na Białym (Warstwy, 2016) i Przeplatalińscy (Dwie Siostry, 2019) zdobyły wyróżnienie graficzne w konkursie Polskiej Sekcji IBBY. Książka Magdaleny Mrozińskiej Czary na Białym zdobyła także wyróżnienie w konkursie PTWK na Najpiękniejszą Książkę Roku 2016 i otrzymała nagrodę honorową PTWK na Najpiękniejszą Książkę Roku 2016 za ilustracje. Za książkę Kiedy urosnę otrzymała nagrodę główną w konkursie Polskiej Sekcji IBBY na książkę roku w kategorii "Książka obrazkowa/autorska". Prace artystki wystawiano w Polsce, ale również na: XXI Spotkaniu Autorów w Szekszardzie, Quadrenniale Książki Obrazkowej w Rydze, na wystawie „LOVE BOAT” w Porto, a także na Festiwalu Ilustratorów w Londynie. Mieszka w Białowieży.
Zajmuje się także tworzeniem ilustracji oraz okładek prasowych m.in. dla: „GAGA” – magazyn dla rodziców, „Menażeria” – toruński miesięcznik kulturalny, „IKAR” – toruński informator kulturalno-artystyczny, „POPMODERNA” – portal kulturalny.
Mieszka w Białowieży.

## Twórczość

### Ważniejsze wystawy
- Wystawa zbiorowa LAST CHRISTMAS, Porto, 12.2014.
- Wystawa zbiorowa LOVE BOAT, Porto, 08.2014.
- Wystawa zbiorowa The Illustrators’ Fair, Londyn, 06.2014.
- Wystawa zbiorowa Picture Book Quadrennial exhibition ‘Picture Story’, Ryga 06.2014.
- Wystawa zbiorowa 21st Children and Youth Writers Meeting in Szekszard, 10.2013.
- Wystawa indywidualna „Mały papierowy świat”, Warszawa, 03.2013.
- Wystawa indywidualna, Białystok, 06.2012[10].

### Książki autorskie
- Kiedy będę duża, Wydawnictwo Wytwórnia, Warszawa 2017, ISBN 978-83-64011-38-2.
- Kiedy będę duży, Wydawnictwo Wytwórnia, Warszawa 2017, ISBN 978-83-64011-37-5.

- Kto odwiedził Muchomorka, Chmurrra Burrra, 2019, ISBN 978-83-950799-2-4.
- Przeplatalińscy, Wydawnictwo Dwie Siostry, Warszawa 2019, ISBN 978-83-8150-065-4.

### Książki zilustrowane
- Paskudki słowiańskie (tekst Magdalena Mrozińska), Wydawnictwo Myślanki, 2013, ISBN 978-83-62755-56-1.
- Czary na Białym (tekst Magdalena Mrozińska), Wydawnictwo Warstwy, Wrocław 2016, ISBN 978-83-65502-12-4.
- ¡Olé! Hiszpania dla dociekliwych (tekst Monika Bień-Königsman), Wydawnictwo Dwie Siostry, Warszawa 2016, ISBN 978-83-64347-78-8.